# Santé & Bonheur (album)
Albums de Kofs
V
(2018) Matrixé
(2023)
Santé & Bonheur est le deuxième album de Kofs sorti le 21 février 2020.

## Liste des pistes
| No  | Titre                           | Auteur            | Compositeur(s)                    | Durée |
| --- | ------------------------------- | ----------------- | --------------------------------- | ----- |
| 1.  | Santé & Bonheur                 | Kofs              | Voluptyk                          | 2:52  |
| 2.  | Au quartier                     | Kofs              | RJacks & Masta                    | 3:09  |
| 3.  | Riz au lait (avec Naps)         | Kofs, Naps        | Claro Beats                       | 3:15  |
| 4.  | Rendez pas fou                  | Kofs              | Narco Verra                       | 3:01  |
| 5.  | Bosniaque                       | Kofs              | Katrina Squad                     | 3:16  |
| 6.  | Embourgeoisé (avec Kaaris)      | Kofs, Kaaris      | Kozbeatz, Tyler Will              | 4:07  |
| 7.  | Yemma                           | Kofs              | Kozbeatz                          | 2:30  |
| 8.  | Déçu                            | Kofs              | Clinton                           | 4:20  |
| 9.  | Détail (avec Keezy)             | Kofs, Keezy       | HKey Beats                        | 2:49  |
| 10. | Hassan II                       | Kofs              | DST The Danger, Wladimir Pariente | 2:22  |
| 11. | Pardonne-moi                    | Kofs              | RJacks & Masta, Claro Beats       | 3:22  |
| 12. | Un mec plein (avec Kamelancien) | Kofs, Kamelancien | Benassim                          | 3:31  |
| 13. | Bellissima                      | Kofs              | LEWO                              | 2:55  |
| 14. | Les condés                      | Kofs              | RJacks & Masta                    | 2:45  |
| 15. | Tout s'achète (avec Alonzo)     | Kofs, Alonzo      | Kozbeatz                          | 3:18  |
| 16. | La nuit                         | Kofs              | RJacks & Masta                    | 3:58  |

## Clips vidéos
- Tout s'achète (avec Alonzo) : 15 novembre 2019
- Santé & Bonheur : 31 janvier 2020
- Embourgeoisé (avec Kaaris) : 14 février 2020
- Déçu : 14 avril 2020

## Classements hebdomadaires
| Classement (2020)            | Meilleure position |
| ---------------------------- | ------------------ |
| France (SNEP)                | 15                 |
| Belgique (Wallonie Ultratop) | 44                 |